# Pycnidium

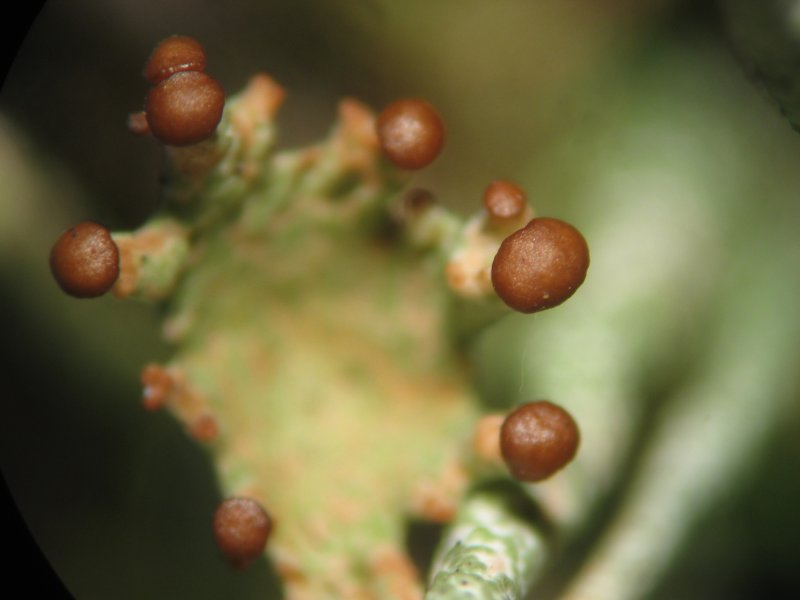
Pycnidiën bij grof bekermos (Cladonia pyxidata), ongeveer 30× vergroot

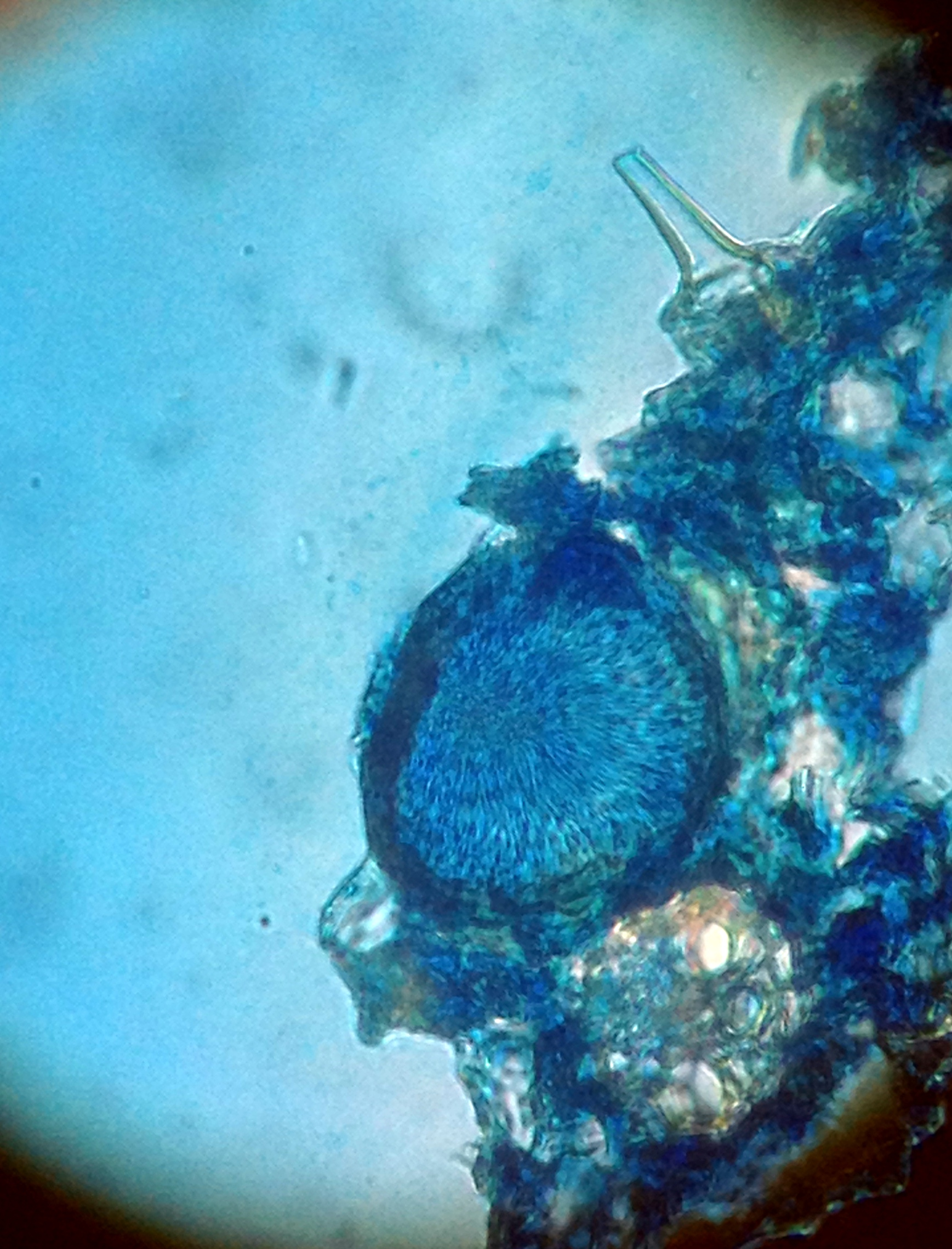
Pycnidium van bladvlekkenziekte (Mycosphaerella graminicola)

Een pycnidium of pycnidiale conidiomatum (meervoud: pycnidiën) is een kogel- tot flesvormig vruchtlichaam van schimmels die behoren tot de ascomyceten, de Coelomyceten. 
Pycnidiën maken sporen aan in een naar buiten afgesloten conidiomatum, dat zich vlak onder het oppervlak van een gastheerorganisme vormt. De door de pycnidiën gevormde asexuele sporen worden pycnosporen of pycnidiosporen genoemd. Door de ostiole,  de aan het uiteinde gelegen opening, worden de sporen met de door het pycnidium gevormde, draadvormige slijmmassa (cirrus) naar buiten geperst. De slijmmassa bevat proteïnen en sachariden, en beschermt voor ten minste vier weken de pycnosporen tegen uitdroging en voortijdige kieming. Het slijm met de sporen droogt op en pas bij regen weken de sporen van het slijm los en worden dan verspreid (spatverspreiding). 
In tegenstelling tot de acervuli worden pycnidiale conidiomata in het schimmelweefsel zelf geproduceerd. 
Pycnidiën komen vaak voor bij de schimmels die in korstmossen met algen symbiotische samenleven. Daar zijn pycnidiën in het thallus ingezonken en is alleen de ostiole zichtbaar.
Bij de niet in korstmossen samenlevende ascomyceten zijn de pycnidiën meer of minder in het weefsel van een waardplant ingezonken. Deze schimmels behoren tot de Sphaeropsidales, waartoe belangrijke plantenziekten zoals Ascochyta chrysanthemi, Septoria tritici en Phoma lingam behoren.
Bij de roesten wordt een vergelijkbare structuur een spermogonium genoemd. 